# Claudia Dreher

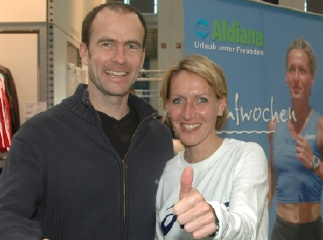
Claudia Dreher mit Trainer Bodo Unger (2009)

Claudia Dreher (* 2. Mai 1971 in Magdeburg) ist eine ehemalige deutsche Langstreckenläuferin, die auf der Marathonstrecke ihre größten Erfolge hatte.
1993 wurde sie Deutsche Meisterin im Crosslauf. 1997 wiederholte sie diesen Erfolg und gewann den Houston- und den Lissabon-Marathon.
Beim Marathon der Europameisterschaften 1998 in Budapest wurde sie Zehnte, und als Gesamtdritte des Frankfurt-Marathon wurde sie im selben Jahr Deutsche Marathonmeisterin.
Im darauffolgenden Jahr stellte sie zunächst beim Hannover-Marathon mit 2:27:55 h gleichzeitig ihre persönliche Bestleistung und den aktuellen Streckenrekord auf und wurde dann Neunte beim Marathon der Weltmeisterschaften 1999 in Sevilla in 2:29:22 h. Damit qualifizierte sie sich für die Olympischen Spiele in Sydney, wo sie wegen einer Erkrankung nicht starten konnte.
2000 wurde sie Dritte beim Frankfurt-Marathon, 2001 siegte sie erneut beim Lissabon-Marathon, und 2002 und 2004 gewann sie den Köln-Marathon. 2005 belegte sie zunächst beim Hamburg-Marathon den dritten Platz und siegte dann zum dritten Mal beim Köln-Marathon. Beim Marathon der Europameisterschaften 2006 in Göteborg wurde sie in 2:33:53 h Elfte und beim Frankfurt-Marathon desselben Jahres Vierte. 2007 wurde sie Achte beim Hamburg-Marathon in 2:33:58 h, und 2008 siegte sie beim Tokio-Marathon in 2:35:35 h.
Claudia Dreher startete für den SC Magdeburg, die LG Olympia Dortmund, den TSV Bayer Leverkusen, den SC Riesa, die Gänsefurter Sportbewegung und die LG Ihleläufer Burg. Sie beendete 2006 ihr Studium zur Kommunikationswirtin und ist seit 2009 Geschäftsführerin des Unternehmens „dynavia“.

## Ergebnisse
| Jahr | Veranstaltung                             | Ort      | Platzierung | Disziplin |
| ---- | ----------------------------------------- | -------- | ----------- | --------- |
| 1997 | Houston-Marathon                          | Houston  | 1.          | Marathon  |
| 1997 | Lissabon-Marathon                         | Lissabon | 1.          | Marathon  |
| 1998 | Leichtathletik-Europameisterschaften 1998 | Budapest | 10.         | Marathon  |
| 1999 | Leichtathletik-Weltmeisterschaften 1999   | Sevilla  | 9.          | Marathon  |
| 1999 | Hannover-Marathon                         | Hannover | 1.          | Marathon  |
| 2000 | Olympische Spiele 2000                    | Sydney   | DNS         | Marathon  |
| 2001 | Lissabon-Marathon                         | Lissabon | 1.          | Marathon  |
| 2002 | Köln-Marathon                             | Köln     | 1.          | Marathon  |
| 2004 | Köln-Marathon                             | Köln     | 1.          | Marathon  |
| 2005 | Köln-Marathon                             | Köln     | 1.          | Marathon  |
| 2006 | Leichtathletik-Europameisterschaften 2006 | Göteborg | 11.         | Marathon  |
| 2008 | Tokyo-Marathon                            | Tokyo    | 1.          | Marathon  |

### Bestzeiten
- Halbmarathon: 1:10:55 h (1991 in Setúbal)
- Marathon: 2:27:55 h (1999)